# Pachislot Akumajō Dracula
Pachislot Akumajō Dracula (パチスロ悪魔城ドラキュラ Pachi Akumajō Dorakyura) es una máquina tragaperras (pachislot) ambientada en la franquicia Castlevania, desarrollada por Konami (concretamente, por su división KPE) y publicada únicamente en Japón, en enero del año 2009.

## Gameplay
El juego se basa en los acontecimientos ocurridos en Castlevania: Curse of Darkness, aunque no se relaciona con la cronología oficial de la saga Castlevania. El protagonista es Trevor Belmont, descendiente del clan Belmont y heredero del látigo Vampire Killer. Tiene que recorrer el Castillo de Dracula para acabar con él, y debe luchar contra varios jefes, de los cuales muchos aparecen en Castlevania: Curse of Darkness.
Para obtener puntos, ítems o luchar contra algún jefe, el jugador debe obtener una combinación de figuras características de la máquina Pachinko.